# Damned
Damned (estilizado em maiúsculas como DAMNED) é uma banda japonesa de metalcore pertencente ao movimento visual kei. Foi formada em 2022 por Keigo, Kou, Sakura, You e Masaya após o fim da banda de sessão Veltro. Em 2023, Keigo e You deixaram o grupo, sendo substituídos por Hitone e Suica. Damned ganhou certa popularidade fora do Japão, anunciando uma turnê europeia apenas três anos após sua formação.

## Carreira

### Veltro
Sakura e Kou, ex-integrantes da banda Dobe, formaram o grupo temporário Veltro em março de 2022. Para completar a line-up, juntaram-se ao vocalista Keigo, ao guitarrista You e ao baterista Masaya. O grupo lançou o single "Revenir" em maio e "Grimnir" em agosto. Segundo os próprios integrantes, por contar com músicos relativamente novos na cena visual kei, esse foi considerado um "período de treino".

### Damned
Em 16 de setembro de 2022, o grupo estreou oficialmente como Damned. Lançaram o single "Veltro", nomeado em homenagem à antiga banda, em 2 de novembro, precedido por seu videoclipe lançado em outubro. Em 25 de novembro, seguiram com "hydrangea." Mantendo o padrão de estilização, lançaram "jamming." em janeiro e "room." em fevereiro. Em abril de 2023, Damned convidou os fãs a escolher quais demos seriam arranjadas e lançadas como singles. De 1 a 4 de abril, divulgaram quatro demos no canal do YouTube e conduziram a votação via Twitter de 5 a 12 do mesmo mês. As faixas eram "Dazzle", "The Journey in Your Dreams", "Shadows of a bygone era not yet seen" e "SLEEPLESS". Depois disso, lançaram o videoclipe de "Fla:ill" em 23 de maio.
Antes do lançamento do single, You anunciou sua saída, fazendo sua última apresentação em 28 de junho. Dias antes, a banda havia lançado "Refrain" no Bandcamp. Suica, também ex-Dobe, assumiu a posição como guitarrista suporte. Em outubro, lançaram o single digital "Souen". Em novembro, Keigo também deixou o grupo, mas Damned expressou sua vontade de seguir em frente e os shows agendados até dezembro foram cumpridos com um vocalista suporte. Em janeiro de 2024, Hitone tornou-se o novo vocalista e Suica foi oficializado como guitarrista, estreando a nova formação com o single "Anemone". Em abril lançaram "Utsuro", seguido por "-STAIN-" em setembro. Em 18 de maio, tocaram no festival Kansai Rock Summit em Osaka, e no final de setembro fizeram um show de aniversário de 2 anos de carreira em Ikebukuro. Tocaram no festival Mad Pit Fes, sediado pela banda Jiluka, em 5 de outubro. Em novembro, lançaram "Doku ai" com letras traduzidas para o inglês, visando o público internacional. A turnê nacional Pentagram aconteceu de 3 de dezembro a 31 de janeiro de 2025, com apresentações em Tóquio, Nagoia, Osaka, Fukuoka e Sapporo. Nesse período, também abriram uma conta no Instagram.
Em 31 de janeiro de 2025, lançaram o videoclipe de "Suikyou to Majiwaru Kyouhakuteki Kachikan" (酔狂と交わる強迫的価値観), single lançado em fevereiro. O vídeo causou repercussão por mostrar Hitone comendo uma mariposa viva — algo semelhante ao videoclipe de "-STAIN-", no qual ele come um gafanhoto. A turnê "Gargantua" iniciou-se em julho, com as mesmas cidades de Pentagram, encerrando em Shibuya em 22 de setembro, no terceiro aniversário da banda. Damned realizou um show esgotado na Coreia do Sul com Madmans Esprit em abril, marcando sua primeira apresentação internacional. Em maio, anunciaram uma turnê europeia, intitulada "Jukai", que passará por 6 países, começando na Alemanha em 26 de novembro e terminando no Reino Unido em 7 de dezembro, com paradas pela Eslováquia, Espanha, Polônia e Finlândia.

## Estilo musical e produção
A banda se descreve como visual kei loudcore. Segundo o JRock News, o single "Veltro" apresenta "acordes rítmicos poderosos", vocais guturais e momentos de headbanging. Em relação á produção musical, contaram em 2023 que Kou e You criavam as demos, enquanto a banda coletivamente as arranjava e ensaiava. Após certo nível de sucesso no processo criativo, as músicas seriam então gravadas e finalizadas. Visualmente, o grupo adota uma estética sombria e dramática.
Os integrantes da primeira formação citaram como influências artistas japoneses como The Gazette, Nocturnal Bloodlust, Dir en grey, Nightmare, Luna Sea, Mucc, hide, e internacionais como Motionless in White, Falling in Reverse, Suicide Silence e Chelsea Grin.

## Membros
- Hitone – vocais (2023–presente)
- Kou – guitarra (2022–presente)
- Suica – guitarra (2023–presente)
- Sakura – baixo (2022–presente)
- Masaya – bateria (2022–presente)

Ex membros
- You – guitarra (2022–2023)
- Keigo – bateria (2022–2023)

## Discografia

### Singles
- "Veltro" (2022)
- "hydrangea." (2022)
- "jamming." (2023)
- "room." (2023)
- "Fla:ill" (2023)
- "REFRAIN" (2023)
- "DAZZLE" (2023)
- "Souen" (蒼炎, 2023)
- "Anemone" (2024)
- "Thanatosis" (2024)
- "Utsuro" (虚, 2024)
- "Doku ai" (毒愛, 2024)
- "-Stain-" (2024)
- "ArtrA" (ArtrA-アルトラ-, 2024)
- "Suikyou to majiwaru kyouhaku teki kachikan" (酔狂と交わる強迫的価値観, 2025)
- Reimei (黎明, 2025)

### Como Veltro
- "Revenir" (2022)
- "Grimnir" (2022)